# 도봉차량사업소
도봉차량사업소(Dobong Car Depot, 道峰車輛事業所)는 대한민국 경기도 의정부시 장암동에 있는 서울교통공사 서울 지하철 7호선의 차량기지다.

## 개요
주요 업무는 서울 지하철 7호선에서 운행되는 서울교통공사 7000호대 전동차와 인천교통공사 SR000호대 전동차의 경·중검수와 서울 지하철 6호선에서 운행되는 서울교통공사 6000호대 전동차의 중검수며, 특히 중정비동에서는 중검수 외에 열차 제작도 이루어지고 있다. 이 차량기지 내엔 서울 지하철 7호선의 종착역인 단선의 장암역이 있으며, 이 차량기지와 별도의 통로도 마련되어 있다. 당초 서울 지하철 7호선 건설 당시 예정은 없으나 의정부시의 요청으로 이 차량기지 내에 장암역을 신설하였다. 인근은 역세권이 발달하지 않았으며, 수도권제1순환고속도로 의정부 나들목이 있어 접근성도 떨어진 편이므로 실제 이용률은 저조하다. 도봉산역에 종착한 서울교통공사 7000호대 전동차, 인천교통공사 SR000호대 전동차는 연결된 입고 선로를 이용해 이 차량기지로 입고하고, 서울교통공사 6000호대 전동차는 태릉입구역에서 연결된 연결 선로를 이용해 서울 지하철 7호선 선로로 갈아타 이 차량기지로 입고해 중정비를 받는다. 서울교통공사 7000호대 전동차, 인천교통공사 SR000호대 전동차가 이 차량기지에서 출고할 때는 도봉산역과 연결된 출고 선로를 이용해 도봉산역으로 진입한다.

## 업무
- 서울교통공사 6000호대 전동차 중정비
- 서울교통공사 7000호대 전동차, 인천교통공사 SR000호대 전동차 입·출고 검수관리
- 서울 지하철 6호선, 서울 지하철 7호선 폐차관리

## 관리 차량
- ● 서울 지하철 6호선 : 640편성~641편성
- ● 서울 지하철 7호선 : 701편성~736편성

## 차량기지 이전 요구
대한민국 경기도 의정부시에서는 경기북부광역철도 건설 계획을 국토해양부에 제출하면서 이 차량기지의 이전 요청을 하였다.

## 같이 보기
- 장암역

## 배선도
도봉산역, 장암역, 이 차량기지의 배선도는 다음과 같다.